# Anfahrzugkraft
Als Anfahrzugkraft wird für Triebfahrzeuge und Zugfahrzeuge die höchstmögliche Zugkraft bei Fahrbeginn aus dem Stillstand heraus bezeichnet. Da die Anfahrzugkraft wesentlich die Fähigkeit eines Triebfahrzeugs einen Zug anzufahren beeinflusst, ist sie von besonderem Interesse für die Fahrdynamik. Dabei ist die Anfahrzugkraft so zu bemessen, dass sie die (An-)Fahrwiderstandskräfte eines Zuges überwinden und ihn so beschleunigen kann. 
Für die nominelle Anfahrzugkraft ist nicht die maximale Leistung des Antriebsaggregats ausschlaggebend, sondern das auf den Antriebsrädern lastende Gewicht (Reibungsgewicht) und der Kraftschlussbeiwert zwischen Rad und Schiene bzw. Fahrbahn. Dabei wird die Anfahrzugkraft durch die Kraftschlussgrenze begrenzt.
Die tatsächlich unter den jeweiligen Ortsbedingungen erreichbare Anfahrzugkraft kann erheblich unter dem idealen Kennwert liegen, da der ausschlaggebende Kraftschlussbeiwert keine unveränderliche Größe ist.

## Kraftschlussgrenze

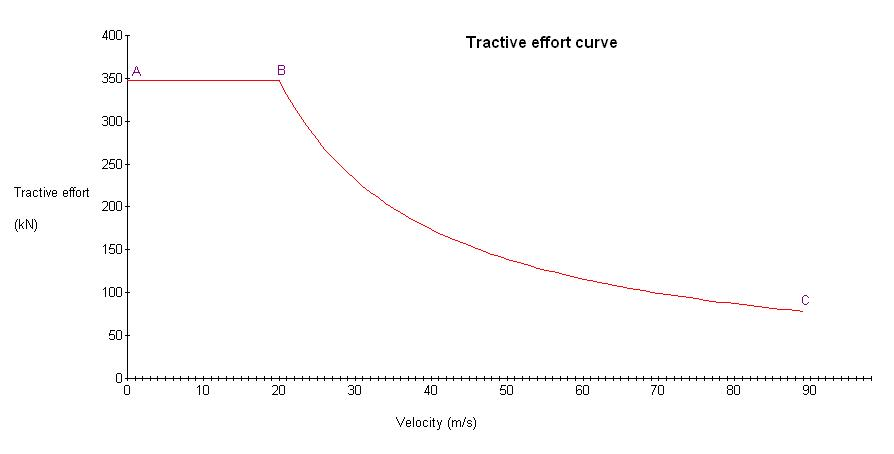
Die Anfahrzugkraft lässt sich aus dem Zugkraft-Geschwindigkeits-Diagramm ablesen. Hier beträgt sie 350 kN. Die Übergangsgeschwindigkeit liegt hier bei etwa 20 m/s bzw. 72 km/h.

Zur Erzeugung von Zugkräften muss an der Berührungsfläche zwischen Rad und Schiene eine Tangentialkraft wirken. Voraussetzung für eine solche Tangentialkraft ist eine dazu senkrecht stehende Normalkraft. Diese Normalkraft ergibt sich aus dem Reibungsgewicht und der Erdbeschleunigung. Das Verhältnis zwischen der Tangentialkraft und der Normalkraft wird als Kraftschlussbeiwert bezeichnet.
{\displaystyle F_{T}\leqq \mu _{H}\cdot m_{R}\cdot g}
Die Kraftschlussgrenze beschreibt den Punkt, an dem die am Rad entwickelte Zugkraft größer als die übertragbare Kraft wird und das Rad zu schleudern beginnt. Solange also die Zugkraft bei Triebfahrzeugen, die durch die maximal zulässige Achslast und den Kraftschlussbeiwert vorgegebenen Kraftschlussgrenze nicht überschreitet, kann eine Zugkraft übertragen werden.
Moderne Hochleistungs-Lokomotiven haben Motordrehmomente, welche die Kraftschlussgrenze voll ausnutzen können. Bei einer Steigerung des Drehmoments an der Kraftschlussgrenze drehen die Räder durch, die Leistung kann nicht auf die Schiene gebracht werden. In diesem Fall muss das Drehmoment so weit gesenkt werden, dass die Gleitreibung wieder in Haftreibung übergeht und dadurch die höchstmögliche Kraft wieder übertragen werden kann. Mit elektronischen Steuerungen kann ohne Reserve bis an die Grenze der Haftreibung herangegangen werden, indem im Grenzbereich der Mikroschlupf geregelt wird.
Bis zur sogenannten Übergangsgeschwindigkeit können Triebfahrzeuge an der Kraftschlussgrenze gefahren werden. Ab dieser begrenzt nicht mehr die Kraftschlussgrenze die Zugkraft eines Triebfahrzeugs, sondern dessen Leistung. Die Übergangsgeschwindigkeit liegt bei Diesellokomotiven im Bereich von 10 bis 15 km/h und bei Elektrolokomotiven zwischen 50 und 80 km/h.

### Reibungsgewicht
Der Anteil des Gewichtes des Triebfahrzeugs, der sich auf die angetriebenen Treibachsen stützt, wird als Reibungsgewicht bezeichnet. Der sich auf Laufachsen stützende Teil des Gewichtes beeinflusst nur in geringem Maße die effektiven Zugkräfte des Triebfahrzeugs. 
Bei modernen Lokomotiven sind in der Regel alle Achsen angetrieben, weshalb bei diesen das Dienstgewicht dem Reibungsgewicht entspricht. Bei Lokomotiven mit zusätzlichen Laufachsen dagegen ist nur ein Teil des Dienstgewichtes als Reibungsgewicht wirksam.

### Kraftschlussbeiwert
In der ersten Näherung entspricht der Kraftschlussbeiwert dem Haftreibungskoeffizienten, weshalb dieser häufig in der Literatur verwendet wird. Jedoch liegt der Wert des Kraftschlussbeiwertes in der Regel über dem des Haftreibungskoeffizienten. Unter Laborbedingungen können Kraftschlussbeiwerte von Rad auf Schiene von bis zu 0,8 erreicht werden. In der Praxis unterliegt der Kraftschlussbeiwert jedoch zahlreichen Einflüssen, weshalb keine solch hohen Werte auftreten:
- Materialpaarung und deren Eigenschaften: Werkstoff, Festigkeit von Rad und Schiene
- Beschaffenheit der Berührungsfläche: Form von Rad und Schiene, Oberflächenbeschaffenheit
- Zustand der Berührungsfläche: Witterungsbedingungen (Trockenheit, Feuchte, Schnee, Eis), Laub
- Fahrgeschwindigkeit
- Gleitgeschwindigkeit: In Bögen legen die Radsätze außen einen weiteren Weg zurück als innen. Da die beiden Räder fest durch die Radsatzwelle verbunden ist, wird die vorherrschende Differenzgeschwindigkeit durch Gleitbewegungen ausgeglichen.

Inwieweit der theoretisch vorhandene Kraftschlussbeiwert ausgenutzt wird, hängt wesentlich von den Eigenschaften des Triebfahrzeugs ab. Einflussfaktoren können die Radsatzentlastung, Antriebsanordnung, Antriebssteuerung insbesondere die Radschlupfregelung und Stufung der Zugkraft sein. Es werden daher in der Regel Kraftschlussbeiwerte zwischen 0,3 und 0,36 erreicht.
Da der Kraftschlussbeiwert zwischen Rad und Schiene vom Oberflächenzustand der Schienen abhängt und speziell bei Regen oder durch Laub der Kraftschlussbeiwert stark reduziert sein kann, ist es bei Triebfahrzeugen üblich, den Kraftschluss mittels Sand zu verbessern. Dieser kann beim Anfahren mittels einer Sandstreueinrichtung vor die Räder gestreut werden, um das Schleudern bei schlechten Witterungsbedingungen zu verhindern.

### Beispiel
Eine vierachsige Lokomotive (z. B. DB-Baureihe 152) mit einer Achslast von 21,7 t und einer Reibungsmasse von 86,7 t erreicht bei einem Kraftschlussbeiwert von 0,35 eine Anfahrzugkraft von 300 kN. Durch eine Erhöhung der Reibungsmasse kann die Anfahrzugkraft bei gleichem Kraftschlussbeiwert gesteigert werden. Möglich ist einerseits das Vergrößern der Achsfahrmasse (das ist beispielsweise im nordamerikanischen Netz üblich, jedoch im europäischen Raum, abgesehen von wenigen, räumlich begrenzten Strecken wegen der begrenzten Tragfähigkeit von Unter- und Oberbau nicht praktikabel) und andererseits die Verwendung von mehr Treibradsätzen. Dies wurde beispielsweise bei den DSB EG 3100 durchgeführt. Sie erreichen bei einer Masse von 132 t auf sechs Achsen eine Anfahrzugkraft von 400 kN. Hintergrund ist hier die Forderung, einen Güterzug mit einer Masse von 2000 Tonnen auf den Steigungen des Großen-Belt-Tunnel in Dänemark mit 15,6 ‰ auch bei Ausfall eines Triebdrehgestells noch sicher anfahren zu können.